# Wydział Nauk o Zdrowiu Uniwersytetu Medycznego im. Karola Marcinkowskiego w Poznaniu
Wydział Nauk o Zdrowiu Uniwersytetu Medycznego im. Karola Marcinkowskiego w Poznaniu – jeden z czterech wydziałów Uniwersytetu Medycznego im. Karola Marcinkowskiego w Poznaniu. 

## Historia
14 kwietnia 1975 roku na mocy zarządzenia Ministerstwa Zdrowia powołano na poznańskiej Akademii Medycznej Wydział Pielęgniarski. Jego organizatorem i pierwszym dziekanem był Józef Baron. Początkowo pracownicy rekrutowali się tak spośród nauczycieli Akademii Medycznej oraz Uniwersytetu im. Adama Mickiewicza. 
W 1982 roku powołano Katedrę Pielęgniarstwa, w ramach której utworzono kilka klinik. Własna baza kliniczna podniosła poziom kształcenia pielęgniarskiego.
W roku akademickim 1993/94 wprowadzono kolejny kierunek studiów – zdrowie publiczne. W 1993 roku wydział zmienił nazwę na Wydział Pielęgniarstwa i Nauk o Zdrowiu.
W 1998 roku poszerzono ofertę dydaktyczną o fizjoterapię, a wydział przekształcił się w Wydział Nauk o Zdrowiu.
Na przestrzeni lat wydział poszerzał ofertę dydaktyczną i zyskiwał kolejne jednostki z zapleczem klinicznym. Doprowadziło do wzrostu poziomu naukowego. W 2001 roku uzyskał on prawo do nadawania stopnia doktora w zakresie medycyny, a w 2007 roku stopnia doktora habilitowanego w zakresie medycyny. Wydział jako pierwszy w Polsce uzyskał prawa do nadawania stopnia naukowego doktora nauk o zdrowiu, a następnie prawa do nadawania habilitacji w tej dziedzinie.

## Struktura
- Katedra i Zakład Biologii Komórki
- Zakład Medycyny Środowiskowej
- Zakład Profilaktyki Chorób Skóry
- Zakład Ratownictwa i Medycyny Katastrof
- Zakład Medycyny Ratunkowej
- Zakład Psychologii Klinicznej
- Katedra i Zakład Organizacji i Zarządzania w Opiece Zdrowotnej
- Pracownia Finansów i Rachunkowości w Ochronie Zdrowia
- Katedra Nauk Społecznych i Humanistycznych
- Zakład Filozofii Medycyny i Bioetyki
- Pracownia Socjologii Zdrowia i Patologii Społecznych
- Pracownia Historii Zdrowia Publicznego oraz Polityki Społecznej i Zdrowotnej
- Katedra Pielęgniarstwa
- Zakład Pielęgniarstwa Anestezjologicznego i Intensywnej Opieki
- Zakład Pielęgniarstwa Neurologicznego i Psychiatrycznego
- Pracownia Praktyki Pielęgniarskiej
- Zakład Intensywnej Terapii i Leczenia Bólu
- Katedra Auksjologii Klinicznej i Pielęgniarstwa Pediatrycznego
- Katedra i Zakład Profilaktyki Zdrowotnej
- Pracownia Pielęgniarstwa Społecznego
- Pracownia Elektrodiagnostyki Medycznej
- Katedra Biologii i Ochrony Środowiska
- Pracownia Biologii Molekularnej
- Pracownia Biologii Rozrodu
- Katedra i Klinika Chirurgii Ogólnej i Kolorektalnej
- Katedra i Klinika Neurologii Wieku Rozwojowego
- Pracownia Polisomnografii i Badań Snu
- Katedra i Klinika Rehabilitacji
- Katedra Zdrowia Matki i Dziecka
- Klinika Zdrowia Matki i Dziecka
- Pracownia Promocji Matki i Dziecka
- Pracownia Endoskopii Ginekologicznej i Chirurgii Małoinwazyjnej
- Zakład Praktycznej Nauki Położnictwa
- Katedra Fizjoterapii, Reumatologii i Rehabilitacji
- Klinika Reumatologii i Rehabilitacji
- Zakład Fizjoterapii
- Zakład Elektroradiologii
- Klinika Chirurgii Ogólnej i Naczyniowej oraz Angiologii
- Pracownia Medycyny Sportowej
- Pracownia Radiologii Zabiegowej
- Klinika Chirurgii Kręgosłupa, Ortopedii Onkologicznej i Traumatologii
- Zakład Mikologii Lekarskiej i Dermatologii
- Zakład Profilaktyki Chorób Układu Krążenia
- Katedra i Zakład Edukacji Medycznej
- Katedra Geriatrii i Gerontologii

## Kierunki studiów
- pielęgniarstwo
- położnictwo
- fizjoterapia
- zdrowie publiczne
- ratownictwo medyczne
- terapia zajęciowa

## Władze[3]
- Dziekan: prof. dr hab. Ewa Baum
- Prodziekan ds. kierunków Położnictwo , Zdrowie publiczne: dr hab. Ewelina Chawłowska
- Prodziekan ds. kierunków Fizjoterapia, Ratownictwo medyczne: dr hab. Marcin Żarowski, prof. UMP
- Prodziekan ds. kierunków Pielęgniarstwo, Terapia zajęciowa: dr hab. Dorota Talarska, prof. UMP